# Zuriñe Rodríguez
Zuriñe Rodríguez Sánchez (Baracaldo, 21 de mayo de 1982) es una deportista española que compitió en triatlón. Ganó una medalla de bronce en el Campeonato Mundial por Relevos de 2006.
Participó en los Juegos Olímpicos de Londres 2012, ocupando el 44.º lugar en la prueba femenina.

## Palmarés internacional
| Campeonato Mundial por Relevos | Campeonato Mundial por Relevos | Campeonato Mundial por Relevos | Campeonato Mundial por Relevos |
| Año                            | Lugar                          | Medalla                        | Prueba                         |
| ------------------------------ | ------------------------------ | ------------------------------ | ------------------------------ |
| 2006                           | Cancún (México)                | Medalla de bronce              | Relevos                        |